# Vetenskapsåret 1995

## Händelser

### Arkeologi
- 7 januari - Två kinesiska urnor hittas på ett banvalv vid Skanstorget i Göteborg. De identifieras som polske kungen August den starkes kinesiska urnor, och har förvarats i svenska valv sedan oktober 1920.[1]
- 18 januari - I södra Frankrike upptäcks ett nätverk med grottor som innehåller mellan 20 000 år gamla ritningar.[1]
- 18 maj - Amerikanska arkeologer tillkännager upptäckten av ett 3 200 år gammalt gravtempel i närheten av Tebe.[1]
- 4 oktober - I Egypten öppnas drottning Nefertiti grav för första gången för allmänheten.[1]
- 12 november - På Historiska museet i Stockholm visas ett fynd bestående av fem ringar i 24 karats guld om sammanlagt två kilo, vilka bedöms vara 2 000 år gamla, och hittades i Vittene 1990 av Taipo Lund.[1]

### Astronomiochrymdfart
- 24 januari - Den svenska forskningssatelliten Astrid skjuts ut från en raketbas i Plesetsk i Ryssland.
- 11 februari - Amerikanska rymdfärjan Columbia, med Eileen Collins som världens första kvinnliga rymdpilot, återvänder hem, efter dockning med ryska rymdstationen Mir.[1]
- 12 mars - En rysk Sojuz-raket skjuts iväg från Kosmodromen i Bajkonur, och Norman Thagard blir första amerikan att åka med en rysk rymdfarkost.[1]
- 22 mars - Kosmonauten Valeri Polyakov landar på jorden efter att ha tillbringat mer tid än någon annan i rymden, 438 dagar.
- 15 april - En partiell månförmörkelse inträffar [2].
- 7 juli - Amerikanska rymdfärjan Atlantis återvänder hem efter dockning med ryska rymdstationen Mir.[1]
- 3 september - Tyske rymdfararen Thomas Reiter skjuts iväg mot ryska rymdstationen Mir.[1]
- 25 oktober - En total solförmörkelse är från Jorden synlig i Sydasien och Stilla havet [2].
- 7 december - Rymdsonden Galileo anländer till Jupiter, sex år efter uppskjutningen 1989.[1]

### Fysik
- 5 september - Frankrike genomför det första i en serie underjordiska provsprängningar vid Moruroaatollen.[1]

### Medicin
- 2 februari - I Sverige slår Socialstyrelsen och Polisen till mot privatlaboratoriet Medanalys i Göteborg och Stockholm, som misstänks för omfattande slarv, fusk och nonchalans.[1]
- 2 juni - Sveriges riksdag antar en ny svensk transplantationslag.[1]
- 15 juli - FN-organet Unaids bildas, för bekämpandet av AIDS.[1]
- 24 oktober - BBC-programmet Tomorrow's World presenterar en metod att odla fram mänskliga organ på konstgjord väg.[1]
- 1 december - Världsaidsdagen uppmärksammas på flera olika håll. På Sergels torg i Stockholm tänds 1 002 ljus för alla de som dött i sjukdomen i Sverige.[1]

### Psykologi
- Okänt datum - Elizabeth Loftus beskriver 'Lost in the mall technique' om konfabulation.[3]

## Pristagare
- Bigsbymedaljen: Andrew Benjamin Smith [4]
- Copleymedaljen: Frank Fenner
- Davymedaljen: Malcolm Green
- De Morgan-medaljen: Walter Kurt Hayman
- Göran Gustafssonpriset:
  - Molekylär biologi: Bernt-Eric Uhlin
  - Fysik: Pär Omling
  - Kemi: Gunnar von Heijne
  - Matematik: Bo Berndtsson
  - Medicin: Björn Dahlbäck
- Nobelpriset:[5]
  - Fysik: Martin L. Perl och Frederick Reines
  - Kemi: Paul J Crutzen, Mario J Molina och F Sherwood Rowland
  - Fysiologi/Medicin: Edward B Lewis, Christiane Nüsslein-Volhard och Eric F Wieschaus
- Polhemspriset: Håkan Lans
- Steelepriset: Edward Nelson, Jean-Pierre Serre och John Tate
- Turingpriset: Manuel Blum
- Wollastonmedaljen: George Patrick Leonard Walker[6]
- Fernströmpriset: Per Andersen[1]

## Avlidna
- 1 januari – Eugene Wigner, ungersk fysiker och matematiker, nobelpristagare.
- 18 januari – Adolf Butenandt, tysk biokemist, nobelpristagare.
- 1 mars – Georges J.F. Köhler, tysk biolog, nobelpristagare.
- 14 mars – William A. Fowler, amerikansk fysiker, nobelpristagare.
- 2 april – Hannes Alfvén, 86, svensk fysiker, nobelpristagare 1970.[1]
- 14 maj – Christian Anfinsen, amerikansk kemist, nobelpristagare.
- 23 juni – Jonas Salk, 80, amerikansk läkare, upphovsmannen till det första poliovaccinet.[1]
- 25 juni – Ernest Walton, irländsk fysiker, nobelpristagare.
- 21 augusti – Subramanyan Chandrasekhar, indisk-amerikansk fysiker, nobelpristagare.

### Fotnoter
1. 1 2 3 4 5 6 7 8 9 10 11 12 13 14 15 16 17 18 19   Horisont 1995. Bertmarks
2. 1 2  Så funkar universum, James Muirden
3. ↑  Loftus, E. F. (28 mars 1995). ”The formation of false memories” (pdf). Psychiatric Annals "25":  ss. 720–725. Arkiverad från originalet den 3 december 2008. https://web.archive.org/web/20081203033217/http://users.ecs.soton.ac.uk/harnad/Papers/Py104/loftusmem1.pdf.
4. ↑  ”Geological Society”. Arkiverad från originalet den 5 juni 2011. https://web.archive.org/web/20110605101836/http://www.geolsoc.org.uk/gsl/society/history/page753.html. Läst 13 april 2011.
5. ↑  ”Nobelpriset”. http://nobelprize.org/nobel_prizes/lists/all/index.html. Läst 10 april 2011.
6. ↑  ”Geological Society”. Arkiverad från originalet den 5 juni 2011. https://web.archive.org/web/20110605102217/http://www.geolsoc.org.uk/gsl/society/history/page750.html. Läst 14 april 2011.